# Outcast (игра)
Outcast (англ. Изгой, Отверженный) — приключенческая компьютерная игра, разработанная Appeal и выпущенная Infogrames в 1999 году. Сайт GameSpot назвал игру «Лучшей приключенческой игрой года».

## Сюжет
В 2007 году американское правительство посылает зонд в параллельную вселенную. Зонд начинает передачу изображения мира обратно на Землю, однако спустя несколько минут некая чужеродная форма жизни повреждает зонд. Это сопровождается мощным выбросом энергии, который создает чёрную дыру, представляющую угрозу жизни на Земле. Каттер Слейд (Cutter Slade), бывший спецназовец, получает задание сопроводить троих учёных в другой мир, вернуть зонд и закрыть чёрную дыру.
По прибытии в мир, Каттер теряет связь с учёными и провозглашается местным населением мессией, Улюкаем (Ulukai).

## Aдельфа
Адельфа (Adelpha) – параллельный мир, где и происходит действие игры. Она разбита на несколько регионов, разделённых водой. Населяют этот мир Таланы, худощавые темнокожие гуманоиды, жёстко подчинённые неким Фэ Раном (Fae Rhan). Их технологии находятся примерно на уровне Древнего Китая или средневековой Европы, хотя одновременно они обладают довольно продвинутым энергетическим оружием и системой мгновенных межрегиональных порталов Даока (Daoka), позволяющими предположить, что ранее их цивилизация была развита существенно сильнее земной.

### Регионы Адельфы
Ранзаар (Ranzaar)"Белая земля" или Мир снега. Заснеженный регион, где расположен лагерь Стражей Долотаи (Dolotai Guardians), последних повстанцев против власти Фэ Рана. Приключения Каттера начинаются именно здесь.
Шамазаар (Shamazaar)Мир храмов. Большая территория, на которой таланы выращивают "рисс" (riss), составляющий основу их рациона. Однако большую часть урожая они вынуждены отдавать для армии Фэ Рана, и жить в постоянном страхе быть обращенными (этим эвфемизмом они описывают смерть), так как Фэ Ран немедленно наказывает за невыполнение нормы. Также в этом регионе расположено четыре храма, по одному на каждую из сущностей таланов. Раньше все храмы были одинаковыми, но центральный храм Фэ после появления Фэ Рана был расширен.
Таланзаар (Talanzaar)Мир Города и культурно-деловой центр Адельфы. Пустынный регион, где расположен крупнейший город Адельфы - Окриана (Okriana), созданный Фэ Раном. Город разделён на несколько микрорайонов "бок" (bok), в каждом из которых продаются товары определённого типа: мясо, гончарные изделия, фрукты, рыба санкаар и пр. Все торговцы Окрианы облагаются высоким налогом в пользу армии, что позволяет моральному духу солдат оставаться высоким. Центром города является колоссальный дворец Фэ Рана.
Окасанкаар (Okasankaar)Мир болот. Болотистый регион, основой экономики которого является рыболовство. Жизнь в Окасанкааре сосредоточена в небольшом городе Сайана (Cyana), за пределами которого таится множество опасностей: от акулоподобных саннегта в глубоких водах до зидогов на болотистых отмелях. Здесь же живёт последний представитель горгоров, монстров, приводящих в трепет всех таланов.
Мотазаар (Motazaar)Мир гор. Засушливый вулканический регион с многочисленными кратерами, где таланы рискуют жизнью, добывая кристаллы "хелидиума" (helidium) для нужд армии Фэ Рана.
Окаар (Okaar)Мир лесов. Древние леса Адельфы, где живёт варварское племя Угубар (Oogoobar), практикующее каннибализм, а также сохранились совсем древние храмы. Этот регион связан с нашим миром, и именно здесь учёные из экспедиции Каттера впервые ступили на земли Адельфы.

### Фауна
Туон-Ха (Twon-ha)Домашнее животное таланов. Эти глупые двуногие рептилии используются как для перевозки тяжестей, так и в качестве ездовых животных. Они готовы следовать за кем угодно, кто пахнет их матерью - для этого таланы используют "гай" (Gui) - кусок ткани, смоченный в поту матери туон-ха.
Вентилопа (Ventilope)Летающие животные, похожие на птерозавров, с размахом крыльев до восьми метров. Иногда они используются солдатами для наблюдательных миссий или бомбометания.
Кракит (Krakit)Гигантские пауки, плюющиеся кислотой. Издают характерный стрекочущий звук, что позволяет обнаружить их издалека. Встречаются стаями по три особи.
Гамор (Gamor)Напоминают земных гиен. Выглядят они довольно худощавыми и недоедающими. Гаморы достаточно умны - они нападают стаями, стараясь окружить цель.
Санкаар (Sankaar)Самые распространённые рыбы в Адельфе. Эти водные хищники могут быть убиты выстрелом или взорванным в воде динамитом.
Саннегта (Sannegta)Акулы Адельфы, кишашие в водах Окасанкаара. Изобретательные таланы, зная, что саннегты боятся горгора, используют его испражнения - "зорт", чтобы не пускать акул в городскую бухту.
Зидог (Zeedog)Плотоядное растение, стебель со ртом на конце. Зидоги издалека плюют в жертву опасными снарядами, а на близких расстояниях наносит смертоносные укусы. Из убитых зидогов добывается липкий секрет, использующийся для смоления лодок.
Горгор (Gorgor)Легендарный зверь, похожий на плотоядного динозавра, живущий на Острове Горгора в Окасанкааре.
Ахондар (Achondar)Ещё один зверь из легенд. Похож на гигантскую плащеносную ящерицу, живущую под землёй Окаара. Обладающий очень острым слухом, этот зверь атакует кислотой всякого, кто слишком близко подошёл к его логову.

## Таланы

### Сущности
Таланы отличаются "сущностью", сокрытой в них. При достижении совершеннолетия мальчик-талан проходит обряд инициации у колодца Сущности в Шамазааре, где один из божеств таланов Йод (Yod) раскрывает скрытую в нём сущность. На этом выборе основана дальнейшая функция талана в обществе.
Фэ (Fae)Огненная сущность, позволяющая своим владельцам-таланам использовать специальное вооружение, которым другие таланы пользоваться не могут. На момент событий игры большинство Фэ таланов были солдатами Фэ Рана, но некоторые из них работали на Стражей Долотаи, помогая Каттеру в его поисках.
Ганда (Gandha)Сущность земли. Ганда таланы - это рабочий класс: крестьяне, шахтёры, рыбаки, а также инженеры и изобретатели.
Элуи (Eluee)Сущность воды. Такие таланы становятся художниками, ремесленниками, торговцами и рекреаторами (recreators). Рекреаторы - уникальные таланы, способные создавать боеприпасы для оружия Каттера, используя только природные ресурсы Адельфы.
Ка (Ka)Сущность воздуха. Очень редко рождающиеся таланы с сущностью Ка становятся словесными целителями "Шамаз" (Shamaz). Они используют свою сущность, чтобы лечить и исцелять других таланов и Каттера. В каждом регионе обычно один шамаз.
При неестественной смерти талана, так называемом "обращении", можно увидеть его сущность, покидающую тело. Когда талан умирает своей смертью, его сущность находит упокоение после специфических ритуалов.

## Разработка
Работа над игрой началась в 1994 году. Идея принадлежала программистам Франку Зауэру, Иву Гроле и Янну Роберту, на тот момент работавшим в студии Art & Magic. По изначальной задумке её действие происходило в вымышленной южноамериканской стране, а игрок должен был внедриться в наркокартель, чтобы спасти похищенных туристов, однако со временем сеттинг сменился на инопланетный. Для работы над игрой была основана студия Appeal.
После создания прототипа разработчики приступили к поиску издателя. Изначально они обратились к Ubisoft, однако те не заинтересовались проектом. После этого авторы предложили игру Infogrames; издатель был впечатлён технологиями проекта и спустя несколько дней заключил с Appeal договор на приобретение прав на игру и её издание по всему миру.

## Оценки
| Сводный рейтинг       | Сводный рейтинг |
| Агрегатор             | Оценка          |
| --------------------- | --------------- |
| GameRankings          | 80,91 %         |
| Иноязычные издания    |                 |
| Издание               | Оценка          |
| CGW                   | [ 5 ]           |
| CVG                   | [ 6 ]           |
| Eurogamer             | 9/10            |
| GamePro               | 4,0/5           |
| GameRevolution        | B               |
| GameSpot              | 8,6/10          |
| IGN                   | 8,5/10          |
| Next Generation       | [ 12 ]          |
| PC Zone               | 62 %            |
| The Adrenaline Vault  | [ 14 ]          |
| Русскоязычные издания |                 |
| Издание               | Оценка          |
| Absolute Games        | 90 %            |
| Game.EXE              | 5/5             |
| «Игромания»           | 9,7/10          |
| «НИМ»                 | 9,5/10          |
| «Страна игр»          | 8,5/10          |

## Порты, сиквелы, переиздания
Outcast II разрабатывалась для приставки Sony PlayStation 2, однако в процессе разработки Appeal обанкротилась, и проект был заморожен.
Также был запланирован порт для Dreamcast, однако он так и не был выпущен из-за неудовлетворительных продаж игры на PC.
Команда Eternal Outcasts в настоящий момент занимается разработкой бесплатного продолжения Open Outcast в виде отдельной игры на движке CryEngine 3. Изначально проект использовал движок Crystal Space.
2 июля 2013 года Фрэнк Зауэр (Franck Sauer), Ив Гроле (Yves Grolet) и Ян Роберт (Yann Robert), являющиеся основателями компании Appeal и руководителями разработки оригинальной игры, опубликовали пресс-релиз, в котором сообщали, что права интеллектуальной собственности на Outcast были выкуплены ими у Atari, и что игру ждёт возрождение.
7 апреля 2014 года компанией Fresh3D, ключевыми фигурами в которой являются Фрэнк Зауэр и Ян Роберт, на краудфандинговой площадке Kickstarter был запущен сбор средств на выпуск ремейка оригинальной игры под названием Outcast Reboot HD. К команде разработчиков присоединился и Ив Гроле. Разработчиками планировалось вывести игру на современный графический уровень: новый полигональный движок, полностью, с нуля, переделанное игровое окружение (текстуры, объекты, персонажи), поддержка высоких разрешений. Кампания потерпела фиаско, собрав $268 964 из запланированных $600 000.
Потерпев неудачу с полноценным ремейком, 18 декабря 2014 года Fresh3D выпустила улучшенную версию оригинальной игры под названием Outcast 1.1. Заявлено, что в числе прочих изменений в игре исправлено множество ошибок, улучшена стабильность и производительность в высоких разрешениях. Переиздание игры распространяется через сервисы цифровой дистрибуции Steam и GOG.com.
В декабре 2015 года Appeal была возрождена авторами Outcast, а
26 мая 2016 года издатель компьютерных игр Bigben Interactive опубликовал пресс-релиз в котором сообщил о подписании с Appeal соглашения о выпуске ремейка оригинальной игры под названием Outcast - Second Contact. Выход игры ожидался осенью 2017 года. Релиз произошёл 17 ноября 2017 в Steam для Windows, PS4, и XBox One, имеет в основном очень положительные отзывы.

## Факты
- Вопреки распространенному мнению, игра не имела воксельного графического движка для прорисовки объектов и текстур.[28] Из специфики вокселей ясно, что для вывода подобного Outcast качества картинки для NPC и построек в воксельном исполнении нужна намного большая вычислительная мощность: миллионы вокселей для каждого среднего по размеру объекта — вроде NPC, и в сотни-тысячи раз больше — на схожего качества постройки, плюс проблемы с полноценностью освещения и тем более скоростью вывода конечного изображения. В действительности же поверхности лишь кажутся воксельными из-за использования рейкастинга, технологии, которая во время разработки и появления игры часто называлась "воксельным движком", как например Voxel Space — игровой движок, использованный в играх серий Delta Force и Commanche, также не имевший к вокселям никакого отношения.
- Саундтрек к игре был написан композитором Ленни Муром (Lennie Moore) и исполнен Московским симфоническим оркестром и хором.
- Иногда в Окриане можно услышать мелодию The Throne Room/End Title из Звёздных войн, исполняемую на флейте таланом, который говорит, что мелодия называется «Гармония Казара».
- Вскоре после выхода игры Appeal разместила на своём сайте «Outcast Outtakes» — ряд юмористических внутриигровых видеороликов. Эпизоды, представленные на них, отсутствуют в игре.